# Yeniyol, Ardeşen
Yeniyol là một xã thuộc huyện Ardeşen, tỉnh Rize, Thổ Nhĩ Kỳ. Dân số thời điểm năm 2010 là 401 người.